# SKAT (administration)
Skat est une ancienne agence gouvernementale danoise chargée de la collecte des impôts au Danemark. Créée en 2005, elle a été réorganisée en 2018 à la suite de différents scandales. Elle dépendait du ministère danois de la Fiscalité.